# (392741) 2012 SQ31
(392741) 2012 SQ31 とは、小惑星帯に属する小惑星の1つ。かつては準惑星にもなりうる巨大な太陽系外縁天体と考えられていた。

## 発見
2012 SQ31 は、2004年8月11日にセロ・トロロ汎米天文台の L. H. Wasserman らによって発見された。この時点での仮符号は 2004 PR107 であった。この時には8月13日との計2回しか観測が行われず、すぐに行方不明となった。この時点では、軌道長半径45.75AU、軌道離心率0.148という太陽系外縁天体であると推定された。絶対等級は4.6と推定され、推定直径は529kmという巨大な天体であると推定された。このため、一時的には準惑星に分類される基準を満たしているとされ準惑星の候補天体にリストアップされ、同時に行方不明となった天体では最も巨大であると考えられていた。
その後、2012年9月18日にスペースウォッチによって発見された 2012 SQ31 の軌道が調べられ、2004年の 2004 PR107 、および2009年12月27日に同じくスペースウォッチが発見した 2009 YS20 と同一の天体である事が確かめられた。これにより、2004 PR107 は太陽系外縁天体ではなく、もっとずっと近い小惑星帯の天体である事がわかった。また直径の根拠となる絶対等級も17.9と小さく改められたため、2012 SQ31 が準惑星候補であることはなくなった。また、同時に発見以前の2002年にも観測されている事が判明した。

## 軌道の性質
2012 SQ31 は軌道長半径2.26 auという、小惑星帯のやや内側に位置する天体で、軌道離心率は0.14、軌道傾斜角は3.86度と比較的小さい。この軌道を3.40年かけて公転している。
2012 SQ31 は、1961年6月9日にヘーベに対して679万 kmまで接近していた。

## 物理的性質
先述の通り、かつては絶対等級4.6、直径529 kmの巨大な天体と考えられていたが、現在では17.9と小さく改められている。太陽系外縁天体の時と同じく、アルベドを0.09と仮定すると、直径は1.2kmという微小な大きさとなる。